# Metal Church (álbum)
Metal Church es el álbum debut de la banda estadounidense de thrash metal Metal Church, publicado en 1984 por Ground Zero Records. Gracias a las positivas reseñas por parte de la crítica y a su primera impresión que vendió más de 70 000 copias en los Estados Unidos, firmaron un contrato con Elektra Records, que en 1985 remasterizó y relanzó el disco.
La prensa especializada lo consideró como uno de los mejores álbumes debut; Eduardo Rivadavia de Allmusic mencionó que tenía una composición compleja y riffs agresivos, cuya música fluctuaba entre el heavy metal tradicional y el thrash metal. Además, estimó que la voz de David Wayne poseía un «chillido penetrante» similar a Udo Dirkschneider de Accept. Frank Trojan de la revista alemana Rock Hard destacó los «momentos pesados» y la versión de «Highway Star» de Deep Purple. Al finalizar su revisión, lo nombró como el disco del mes y el álbum debut del año.

## Lista de canciones
| N.º | Título                                       | Escritor(es)                                                     | Duración |  |
| 1.  | «Beyond The Black»                           | Kurdt Vanderhoof, Davi Wayne, Craig Wells                        | 6:20     |  |
| 2.  | «Metal Church»                               | Vanderhoof, Wayne, Wells                                         | 5:03     |  |
| 3.  | «Merciless Onslaught» (canción instrumental) | Vanderhoof                                                       | 2:55     |  |
| 4.  | «Gods Of Wrath»                              | Vanderhoof, Wayne, Wells                                         | 6:41     |  |
| 5.  | «Hitman»                                     | Vanderhoof, Wayne                                                | 4:36     |  |
| 6.  | «In The Blood»                               | Vanderhoof, Wayne, Wells                                         | 3:31     |  |
| 7.  | «My Favorite Nightmare»                      | Vanderhoof, Wayne, Wells                                         | 3:11     |  |
| 8.  | «Battalions»                                 | Vanderhoof, Wayne, Wells, Kirk Arrington                         | 4:55     |  |
| 9.  | «Highway Star»                               | Ian Gillan, Ritchie Blackmore, Roger Glover, Jon Lord, Ian Paice | 4:37     |  |

| Pista adicional en la edición europea |                              |          |  |
| N.º                                   | Título                       | Duración |  |
| 10.                                   | «Big Guns» (versión maqueta) | 3:23     |  |

## Músicos
- David Wayne: voz
- Kurdt Vanderhoof: guitarra rítmica
- Craig Wells: guitarra líder
- Duke Erickson: bajo
- Kirk Arrington: batería